# Кантон Вале
Кантон Вале или Валис (скраћеница VS; фр. République et Canton du Valais) је кантон на југозападу Швајцарске. Главни град је Сион.

## Природне одлике
Кантон Вале се налази у долини горње Роне, до њеног ушћа у Женевско језеро. Ова долина представља окосницу самог кантона. Граничи се на југу и западу са Италијом и Француском. Највиши врх је Поан Дуфур на 4.634 метара, а кантон има 50 врхова виших од 4.000 метара. Површина кантона је 5.224,5 km², што је 10% површине Швајцарске. Ту се налазе знаменити глечер Алеч, превој Симплон и врх Матерхорн. Познати су зимски центри Кранс-Монтана и Цермат.

## Историја
Овај кантон-република се придружио 1815. г. Швајцарској конфедерацији, после Бечког конгреса, иако је у посебним везама са њом био од 1529.. г.

## Окрузи
1. Бриг - седиште Бриг-Глис,
2. Вестлих Рарон - седиште Рарон,
3. Висп - седиште Висп,
4. Гомс - седиште Минстер-Гешинен,
5. Ерен - седиште Еволен,
6. Естлих - седиште Мерил-Филет,
7. Конте - седиште Конте,
8. Лојк - седиште Лојк,
9. Мартињи - седиште Мартињи,
10. Монте - седиште Монте,
11. Онтремон - седиште Сомбранше,
12. Сен-Морис - седиште Сен-Морис,
13. Сијер - седиште Сијер/Зидерс,
14. Сион - седиште Сион.

## Становништво и насеља
Кантон Вале/Валис је имао 303.241 становника 2008. г.
Кантон је двојезични. У њему се говоре француски (72,8%) и немачки језик (27,1%), или прецизније дијалекти ових језика. Географска подела кантона по матерњем језику иде отприлике на средини, при чему је западна половина француска а источна немачка. Преко 90% становништва су католици.
Највећи градови су:
- Сион, 28.871 ст. - главни град кантона
- Монте, 15.991 ст.
- Сијер, 15.405 становника.
- Мартињи, 15.374 становника.
- Бриг-Глис, 11.902 становника.

## Привреда
Главне привредне гране су винарство, туризам и производња електричне енергије у хидроелектранама. Вале је један од најсиромашнијих швајцарских кантона.

## Галерија слика
- Седиште кантона, Сион
- Познато туристичко одредиште, Цермат
- Величанствени врх Матерхорн
- Дрвена маска за народне карневале у Валеу